# Герген, Кеннет
Кеннет Дж. Герген (Джерджен) (англ. Kenneth J. Gergen), (род. 1935) — американский психолог. Сторонник теории социального конструкционизма.
Профессор психологии (Gil and Frank Mustin Professor of Psychology) Суортмор-колледжа (Пенсильвания), профессор психологии (Affiliate Professor of Psychology) Университета Тилбурга (Тилбург, Нидерланды. Участвовал в создании в 1991 (1993?) году Таосского института, Президент Совета Института.
В значительной степени под его лидерством и интеллектуальным влиянием развивалась постмодернистская критика традиционных подходов в современной зарубежной социальной психологии и течение социального конструкционизма.
Автор множества статей и 12 книг, последние из которых — The Saturated Self: Dilemmas of Identity in Contemporary Life (1991), Therapy as Social Construction (1992, соредактор S. McNamee) и Realities and Relationships: Soundings in Social Construction (1994).
Член редколлегий журналов:
- «Теория и психология» (Theory and Psychology)
- «Качественные исследования»
- «Журнал конструктивистской психологии» (Journal of Constructivist Psychology)
- «Теория коммуникации»

Вместе с женой Мери Джерджен издает газету «Positive Aging» (тираж более 12 тыс.).
Брат — political strategist Дэвид Джерджен.
«Социальная психология как история» — одна из его известнейших работ.
В статье Герген утверждает, что законы и принципы социального взаимодействия являются изменчивыми на протяжении долгого времени, и что научное знание, созданное социальными психологами, фактически активно влияет на явления, которые описывает, вместо пассивного описания. Статья оказалась очень спорной, получив большое количество критики и поддержки от различных социальных психологов.

### Русская библиография
- Джерджен, К. Дж. Социальное конструирование и педагогическая практика / Пер. с английского А. М. Корбута // Образовательные практики: амплификация маргинальности: Сб. / Под ред. А. А. Забирко. – Мн.: Технопринт, 2000. – 184 с. — (Университет в перспективе развития).
- Джерджен, К. Дж. Социальный конструкционизм: знание и практика. Сб. статей / Пер с англ. А. М. Корбута; под общ. ред. А. А. Полонникова. – Мн.: БГУ, 2003. – 232 с. ISBN 985-445-876-8
- Джерджен, К. Дж. Движение социального конструкционизма в социальной психологии // Социальная психология: саморефлексия маргинальности: Хрестоматия / РАН. ИНИОН. Лаб. социологии; Отв. ред. М. П. Гапочка; Ред.-сост. Е. В. Якимова. — М.: ИНИОН, 1995. — (Социал. психология).
- Джерджен, К. Дж. Движение социального конструкционизма в современной психологии // Там же.
- Герген, К. Дж. Социальная конструкция в контексте / Пер. с англ. А. А. Киселева, Ю. С. Вовк. Харьков: Гуманитарный центр, 2016. 328 с. ISBN 978-617-7022-62-5